# Adam Holzman (tecladista)
Adam Holzman es un tecladista de jazz estadounidense. Ha trabajado extensamente como músico de sesión para artistas como Miles Davis, Steven Wilson, Wayne Shorter, Michel Petrucciani, Chaka Khan y Grover Washington, Jr..

## Biografía
Adam Holzman es hijo de Jac Holzman, fundador de los sellos discográficos Elektra Records y Nonesuch. Al pertenecer a una familia presente en la industria musical, recibía visitas continuas de celebridades como The Doors. Comenzó a tocar a la edad de 8 años y dice que Ray Manzarek era su "gran héroe". Holzman es esposo de la guitarrista Jane Getter.
En 1983 participó en el álbum Carmina Burana de Manzarek tocando sintetizadores. Tocó en el álbum Tutu del trompetista Miles Davis y, tras la salida de Bobby Irving, se transformó en su director musical, transcribiendo sus composiciones a notación musical y presentándoselas al resto del grupo. Luego de estar cuatro años con él, lo abandona para unirse al pianista francés Michel Petrucciani. En 1995 tocó en la gira High Life del saxofonista Wayne Shorter.
Holzman participó en los álbumes Prototype (2004) y Mystikal (2005) del trompetista Wallace Roney.

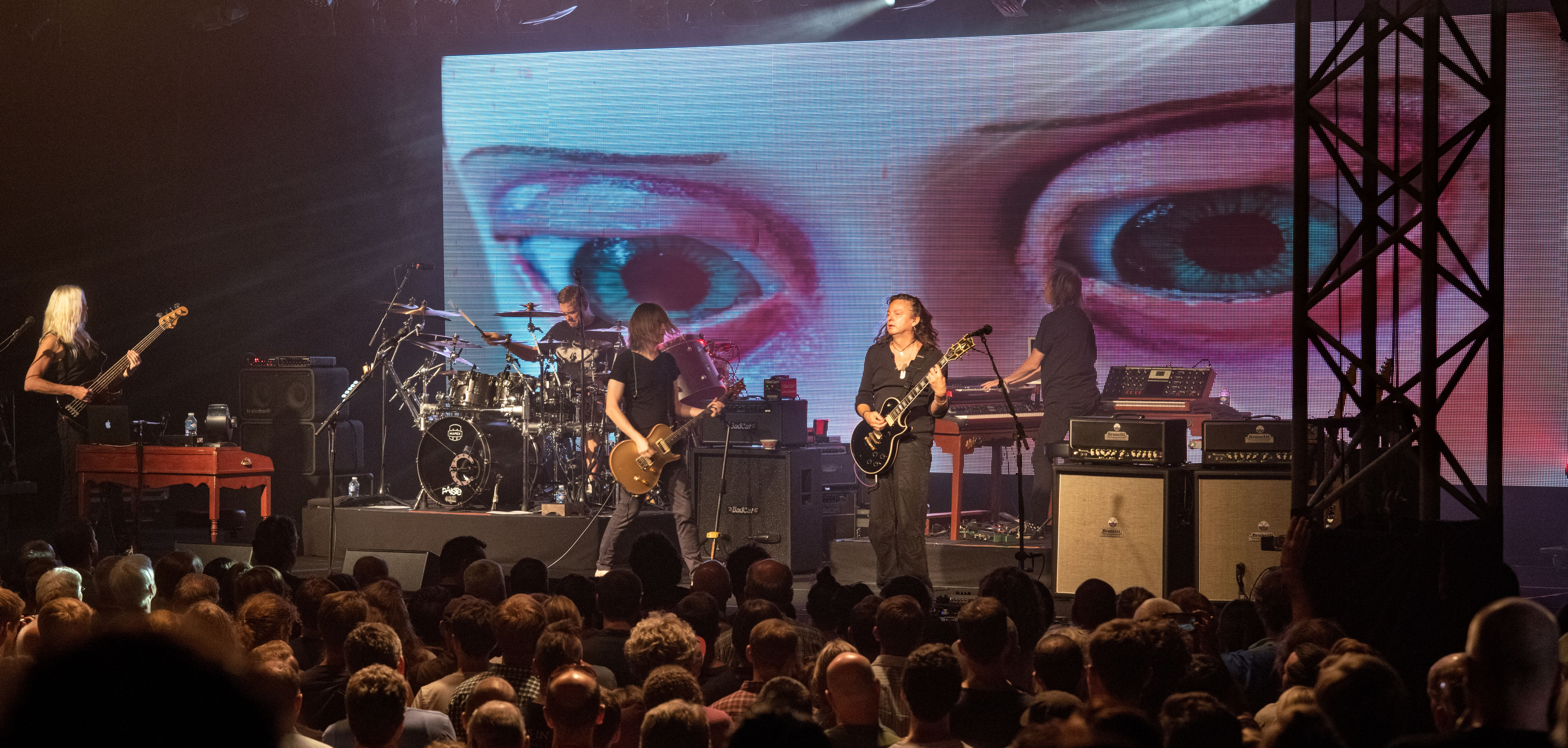
Adam Holzman (el último de izquierda a derecha) en un concierto de Steven Wilson.

En 2012, el músico británico Steven Wilson había contratado a Gary Husband como tecladista para la gira de su álbum Grace for Drowning que comenzaba en octubre, pero a último momento este se retiró y Adam Holzman ocupó su puesto. Desde entonces, el estadounidense ha colaborado en todos sus álbumes y giras.
Holzman lanzó el álbum Spark en 2010. En 2015 publicó su álbum Deform Variations bajo Burning Shed, que es una recopilación de distintas interpretaciones improvisadas al comienzo de la canción "Deform to Form a Star" (Grace for Drowning, 2011 - Steven Wilson), grabadas en las diferentes ciudades de la gira de 2013 de Wilson.
En 2015 participó y coprodujo el álbum On de Jane Getter Premonition, con participaciones de Bryan Beller, Chad Wackerman, Corey Glover y Alex Skolnick.

## Discografía
En solitario
- 2010 - Spork
- 2015 - Deform Variations

Con Miles Davis
- 1986 - Tutu

Con Steven Wilson
- 2013 - The Raven That Refused to Sing (and other stories)
- 2015 - Hand. Cannot. Erase.
- 2016 - 4 1/2

## Videografía
- 1987 - That's What Happened: Live in Germany 1987 (Miles Davis)
- 2012 - Get All You Deserve (Steven Wilson)